# Marcelo Otero
Marcelo Otero, vollständiger Name Marcelo Alejandro Otero Larzábal, (* 14. April 1971 in Montevideo) ist ein ehemaliger uruguayischer Fußballspieler.

## Karriere

### Verein
Der je nach Quellenlage 1,76 Meter oder 1,77 Meter große Offensivakteur „Marujo“ Otero gehörte in den Jahren 1990 und 1991 dem Kader des seinerzeitigen uruguayischen Zweitligisten Rampla Juniors an und debütierte 1990 gegen CA Progreso. Von 1992 bis einschließlich der Clausura 1995 spielte er für den Club Atlético Peñarol und gewann in den Jahren 1993, 1994 und 1995 jeweils die uruguayische Meisterschaft. 1993 wurde er dort gleichauf mit Wilmar Cabrera mit zwölf Treffern Torschützenkönig in der Primera División. 1993 und 1994 erreichte er mit den Aurinegros die Finalspiele um die Copa Conmebol, wo man jedoch gegen Botafogo FR bzw. den FC São Paulo unterlag. Sodann wechselte er nach Italien zu Vicenza Calcio, wo er von 1995 bis 1999 in vier Spielzeiten 96 Partien der Serie A bestritt und 37 Tore schoss. Zudem gewann er mit dem Team die Coppa Italia 1996/97. Im Anschluss an seine Zeit in Italien lief er für den FC Sevilla in der Saison 1999/2000 in 22 Begegnungen (ein Tor) der Primera División und zwei Partien der Copa del Rey auf. Sein Debüt bei den Spaniern feierte er im Aufeinandertreffen mit Celta de Vigo am 29. August 1999. Nach dem Abstieg am Saisonende folgten 2000/2001 bis zu seinem letzten Einsatz am 9. Juni 2001 gegen den FC Extremadura 18 Spiele (ein Tor) in der Segunda División und ieins in der Copa del Rey. In der Spielzeit 2001/02 bestritt er am 10. Oktober 2001 sein letztes für Sevilla, als er in der Copa del Rey gegen Ciudad de Murcia eingesetzt wurde. Zwar wird er auch 2002/03 im Kader Sevillas geführt, ein Einsatz ist jedoch für ihn dort nicht mehr verzeichnet. Stattdessen absolvierte er zwischenzeitlich in der Clausura 2002 13 Ligaspiele für den argentinischen Klub Colón de Santa Fe in der Primera División. Nach eigener Aussage kehrte er aus Spanien 2003 zunächst zu Peñarol zurück, blieb dort glücklos und schloss sich dann Colón de Santa Fe an. 2003 und 2004 stand er nach seiner Rückkehr nach Uruguay bei Centro Atlético Fénix unter Vertrag und beendete anschließend zunächst seine Karriere. Ende Dezember 2012 wurde vermeldet, dass Otero in den Profifußball zurückkehrte und ab 2013 ein Engagement beim uruguayischen Zweitligisten Huracán del Paso de la Arena antrat. Als Grund zur Rückkehr in den Profifußball gab er dabei an, dass er den Fußball liebe und dass dieser Entschluss nicht aus wirtschaftlichen Gründen oder zum Zeitvertreib erfolge. Nach seinem Karriereende 2004 habe er – auch noch einige Zeit später – Angebote aus Katar und Mexiko vorliegen gehabt, seiner beiden Kinder wegen allerdings abgelehnt.

### Nationalmannschaft
Otero war Mitglied der A-Nationalmannschaft Uruguays. Er debütierte am 19. Oktober 1994 in der Celeste. Am 24. April 1996 schoss er in der WM-Qualifikationspartie gegen die venezolanische Auswahl das 1000. Länderspieltor Uruguays. Insgesamt absolvierte er je nach Quellenlage 25 oder 26 Länderspiele für Uruguay und erzielte dabei zehn Treffer. Er nahm mit Uruguay an der Copa América 1995 teil und gewann den Titel. Sein letzter Einsatz datiert vom 15. August 2000 gegen Kolumbien in der WM-Qualifikation. Trainer der Celeste war zu jenem Zeitpunkt Daniel Alberto Passarella.

### Erfolge
- Copa América: 1995
- Uruguayischer Meister: 1993, 1994, 1995
- Coppa Italia: 1996/97
- Torschützenkönig der Primera División (Uruguay): 1993

## Nach der aktiven Karriere
Mindestens im März 2014 war er beim Huracán Football Club als Geschäftsführer im Bereich Sportbereich tätig. Im Oktober 2014 wurde er Opfer eines bewaffneten Raubüberfalls in seinem Inkassobüro im Barrio Cerro.